# Frederik Bernard Hoeve
De Frederik Bernard Hoeve is een monumentale boerderijcomplex op het landgoed Staverden in de Gelderse gemeente Ermelo. De boerderij ligt aan een zandweg, de Allee, die naar kasteel Staverden loopt.

## Beschrijving
De Frederik Bernard Hoeve werd in 1914 gesticht door de toenmalige eigenaar van het landgoed Staverden, de Rotterdamse oud-burgemeester ir. Frederik Bernard s'Jacob. In dezelfde periode werd de iets noordelijker gelegen Stavohoeve ook door hem gerealiseerd. De Frederik Bernard Hoeve kreeg het karakter van een modelboerderij in het net tot ontginning gebrachte terrein. De naam van de hoeve verwijst naar de toenmalige eigenaar van het landgoed. Op de Frederik Bernard Hoeve werden onder meer paarden gefokt. Het monumentale complex van de bestaat uit zes onderdelen: het woonhuis, de koestal, de voormalige potstal, een paardenstal, een schuur en een scheidingsmuur.
Het woonhuis met het opschrift "Frederik Bernard Hoeve" is voorzien van luiken met het beeldmerk van de huidige eigenaar, de stichting Het Geldersch Landschap. Het schilddak van de koestal is voorzien van een klokkenstoeltje. Op het helmdak van dit torentje staat het symbool van het landgoed Staverden, een pauw. De paardenstal is in 1975 verbreed.
Het boerderijcomplex is erkend als rijksmonument vanwege de architectuurhistorische, de stedenbouwkundige en de cultuurhistorische waarde. Onder meer de gaafheid van het complex, de beeldbepalende ligging op het landgoed Staverden, de relatie met de bewoners van het kasteel Staverden en de functie van modelboerderij speelden een rol bij de aanwijzing tot rijksmonument.

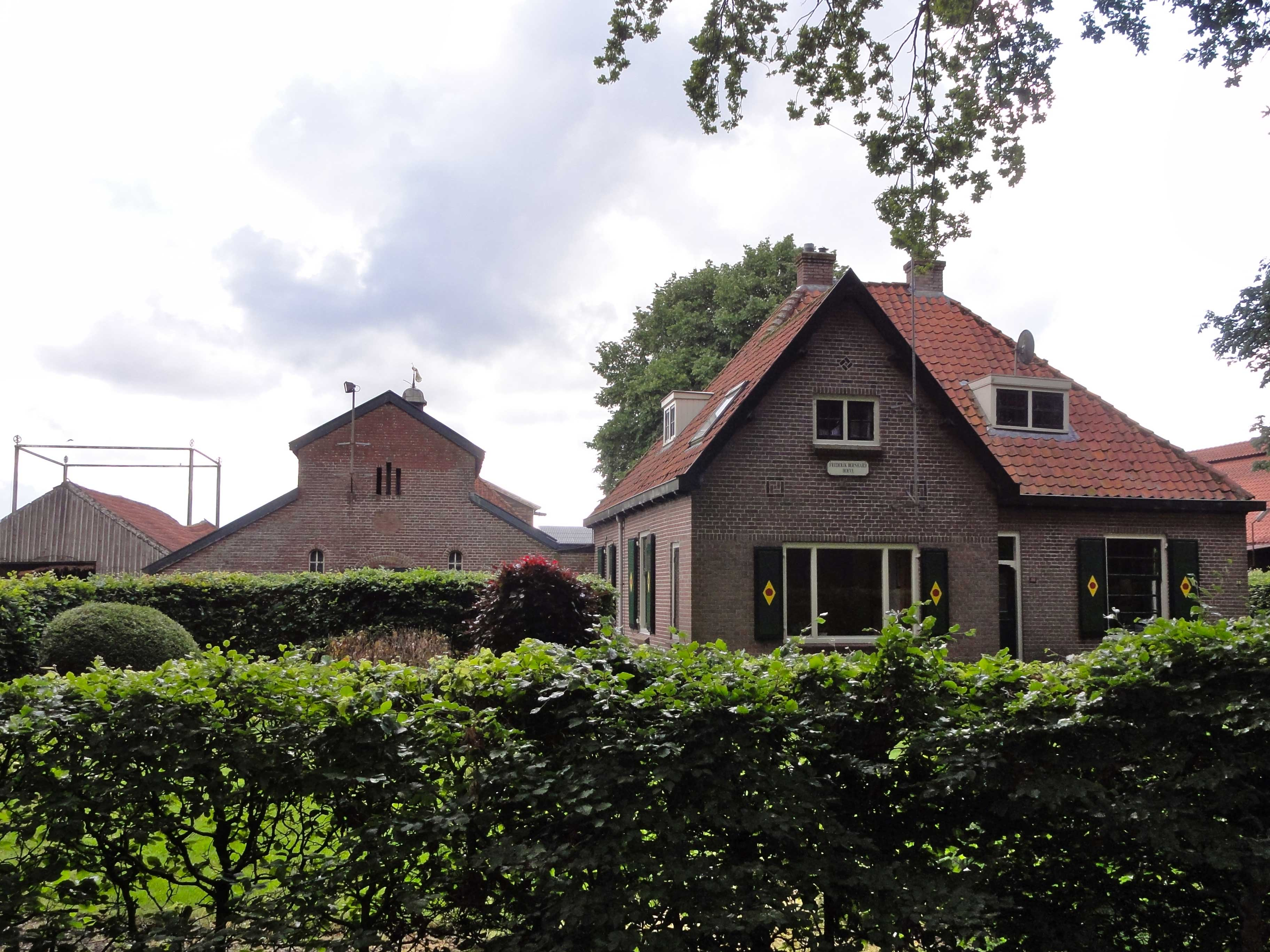
Frederik Bernardhoeve met woonhuis
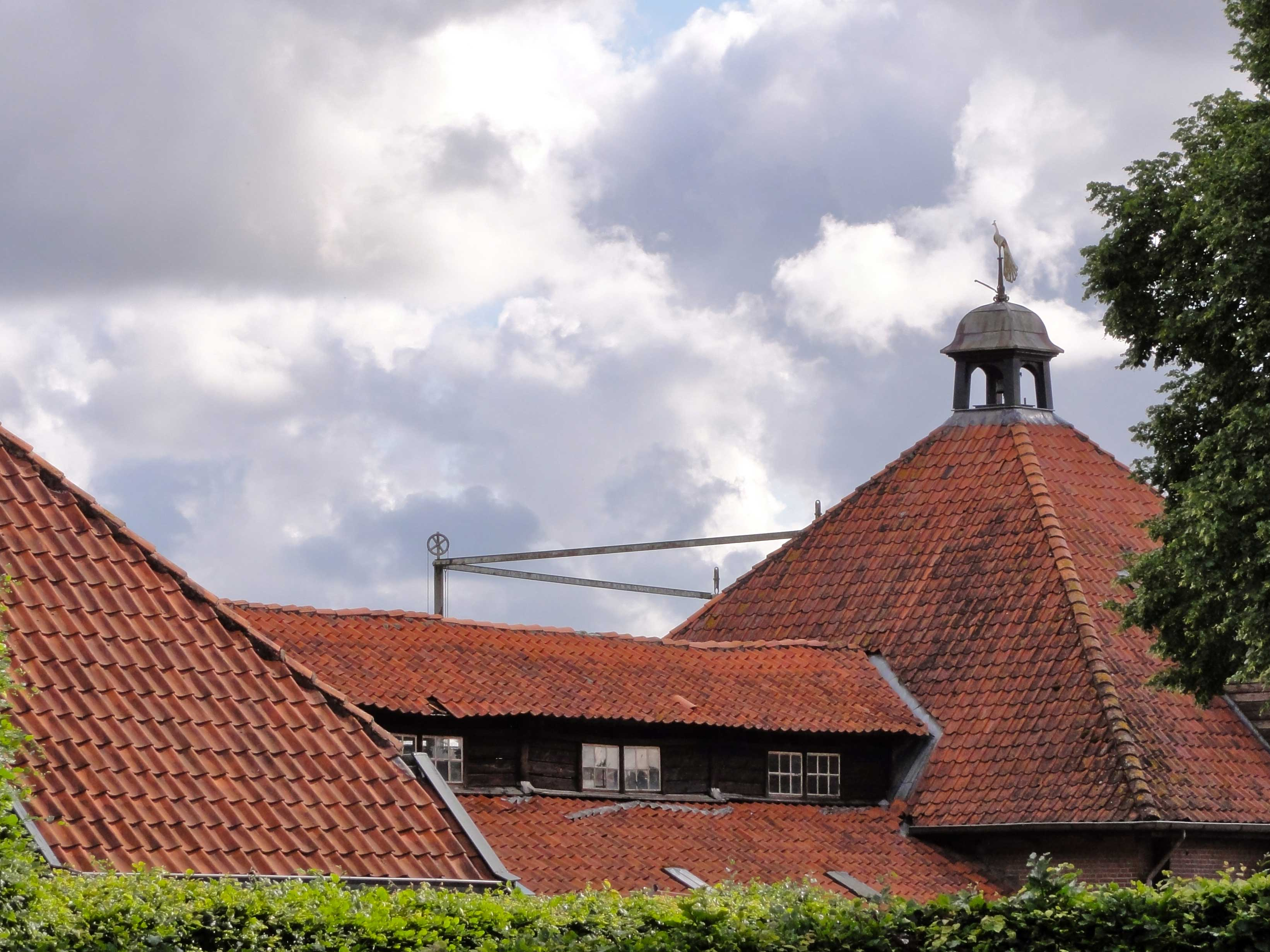
Koestal
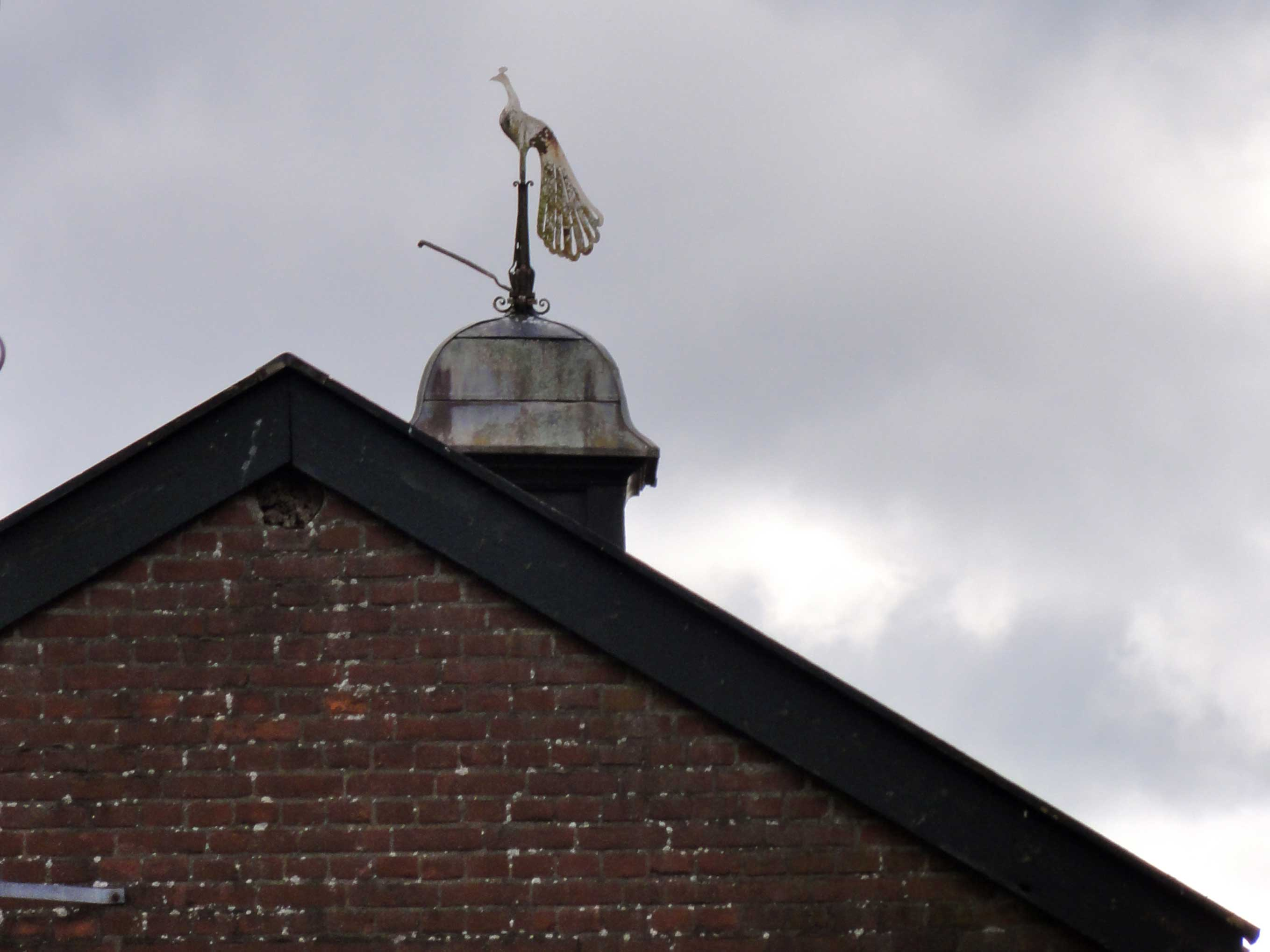
Torentje met pauw op de koestal
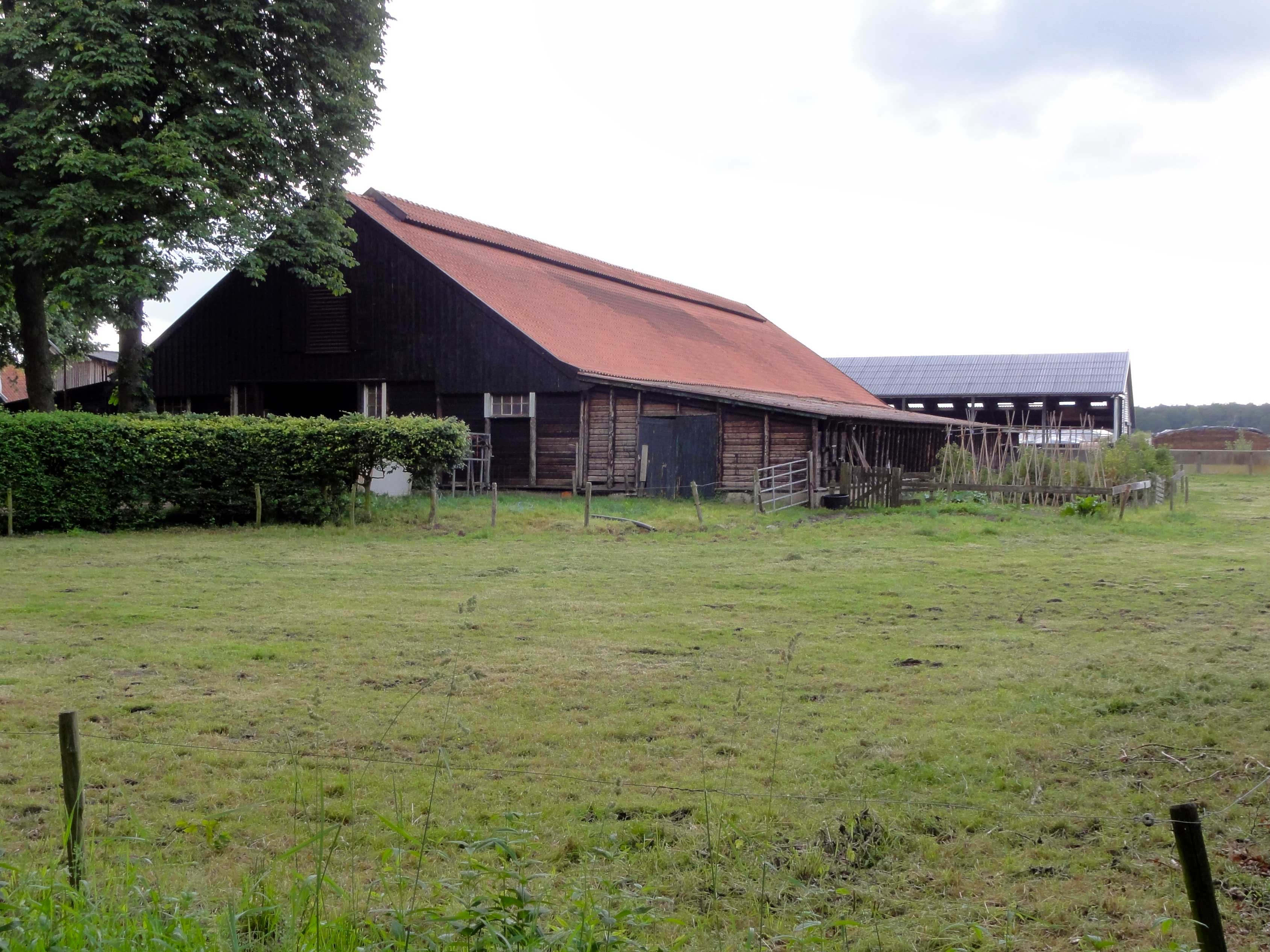
Paardenstal met achterliggende schuur